# Alcídio Abrão
Alcídio Abrão (São José da Bela Vista, São Paulo, 18 de Agosto de 1925 — São Paulo, 3 de Março de 2011), foi um químico brasileiro. Foi um dos primeiros pesquisadores do Instituto de Pesquisas Energéticas e Nucleares (IPEN), e teve papel destacado na pesquisa de energia nuclear.

## Carreira
Abrão formou-se em Química pela USP em 1951, instituição onde também obteve licenciatura em Química e especialização em Química Tecnológica Orgânica e Inorgânica pela escola Politécnica da USP. Em 1971, tornou-se doutor em Ciências, com distinção, pelo Instituto de Química da USP, com a tese intitulada Estudo do Comportamento de Extração de Vários Elementos por Aminas de Cadeias Longas na Presença de Tioureia como Agente Complexante.
De 1952 a 1957, trabalhou como pesquisador nas Indústrias Químicas Orquima S.A, atuando na produção, análise e processamento de terras raras e outros minerais, como óxido de európio para uso nuclear, bem como urânio yellowcake. No IPEN, trabalhou na Divisão de Radioquímica de 1957 a 1965; de 1965 a 1985, foi chefe do Centro de Engenharia Química, e Diretor de Materiais e Ciclo do Combustível entre 1985 e 1991. O pesquisador manteve suas atividades no Centro de Química e Meio Ambiente do instituto até 2010, quando se afastou por motivos de saúde. Ele desenvolvia estudos para a área de células de combustível como coordenador de um projeto apoiado pelo CNPq para introduzir melhorias na obtenção de hidrogênio.
Membro de associações científicas nacionais, dentre elas a SBPC e a Associação Brasileira de Química, membro titular da Academia de Ciências do Estado de São Paulo, fundador da Sociedade Brasileira de Química (SBQ), da American Chemical Society e da American Nuclear Society (ANS).

## Realizações
Líder científico da equipe que dominou a tecnologia de fabricação do hexafluoreto de urânio.
Abrão foi um dos fundadores da pós-graduação do IPEN, tendo orientado a primeira tese defendida no programa, e diversos outros depois. Sua produção científica inclui mais de 180 trabalhos publicados, além de livros e capítulos de livros.
Colaborou na elaboração da redação e acompanhamento de quinze processos de patentes relacionados aos trabalhos executados no Departamento de Engenharia Química do IPEN. Abrão assinou três patentes, relacionadas à obtenção de compostos de urânio de pureza nuclear via troca iônica; produção de tetrafluoreto de urânio por via aquosa; preparação do tricarbonato de amônio e uranilo (TCAU) por precipitação direta e contínua da fase orgânica da coluna de lavagem.
Recebeu homenagens e distinções de instituições no país e no exterior, entre elas o Diploma de Honra ao Mérito e a Medalha Carneiro Felipe, pela Comissão Nacional de Energia Nuclear; a Medalha Mérito Tamandaré, pelo Ministério da Marinha; e o diploma honor al merito universitário", pela Universidade Nacional de Assunção (Paraguai). Tornou-se em 1996 Comendador da Ordem Nacional do Mérito Científico - Área Tecnológica. Recebeu o prêmio Fritz Feigl, pelo Conselho Regional de Química em 1999. Em 2000, foi homenageado como Pesquisador Emérito do IPEN.
Em entrevista para o jornal Órbita IPEN, em 2003, Alcídio comentou sobre o desenvolvimento do ciclo do combustível nuclear: 
Tudo começou pequeno e depois foi crescendo. Projetamos e construímos unidades para a produção de diversos compostos de urânio, necessários para o seu processo de enriquecimento isotópico. Fomos pioneiros no Brasil a desenvolver a complexa tecnologia do flúor, uma condição necessária para conseguirmos a tecnologia de fabricação do hexafluoreto de urânio. Repassamos toda esse conhecimento, essencial para o enriquecimento do urânio, para a Marinha. Geramos várias patentes. Pode-se escrever um belo livro sobre a historia do desenvolvimento científico e tecnológico feito no IPEN. Uma verdadeira epopéia.
Em sua homenagem, foi nomeado no IPEN o Auditório Alcídio Abrão.

## Ligações Externas
- Currículo na plataforma Lattes